# Тоёта, Ясухиса
Ясухиса Тоёта (яп. 豊田 泰久 Тоёта Ясухиса) — японский инженер, специалист по акустике, директор компании «Нагата акустикс».
Окончил институт дизайна Кюсю в Фукоке.
Занимается разработкой акустических систем концертных залов. Среди его работ — акустика залов Дома музыки в Хельсинки, Эльбской филармонии в Гамбурге, Сантори холл в Минато, Концертного зала имени Уолта Диснея, Bing Concert Hall в Стенфордском университете, концертного зала Второй сцены Мариинского театра и камерной сцены концертного зала Мариинского театра в Санкт-Петербурге, концертного зала «Зарядье», малый зал концертного комплекса в Сириусе.
По словам
Валерия Гергиева, «фирменный стиль Тоёты — избегать прямых углов, создавать коронные „волны“».

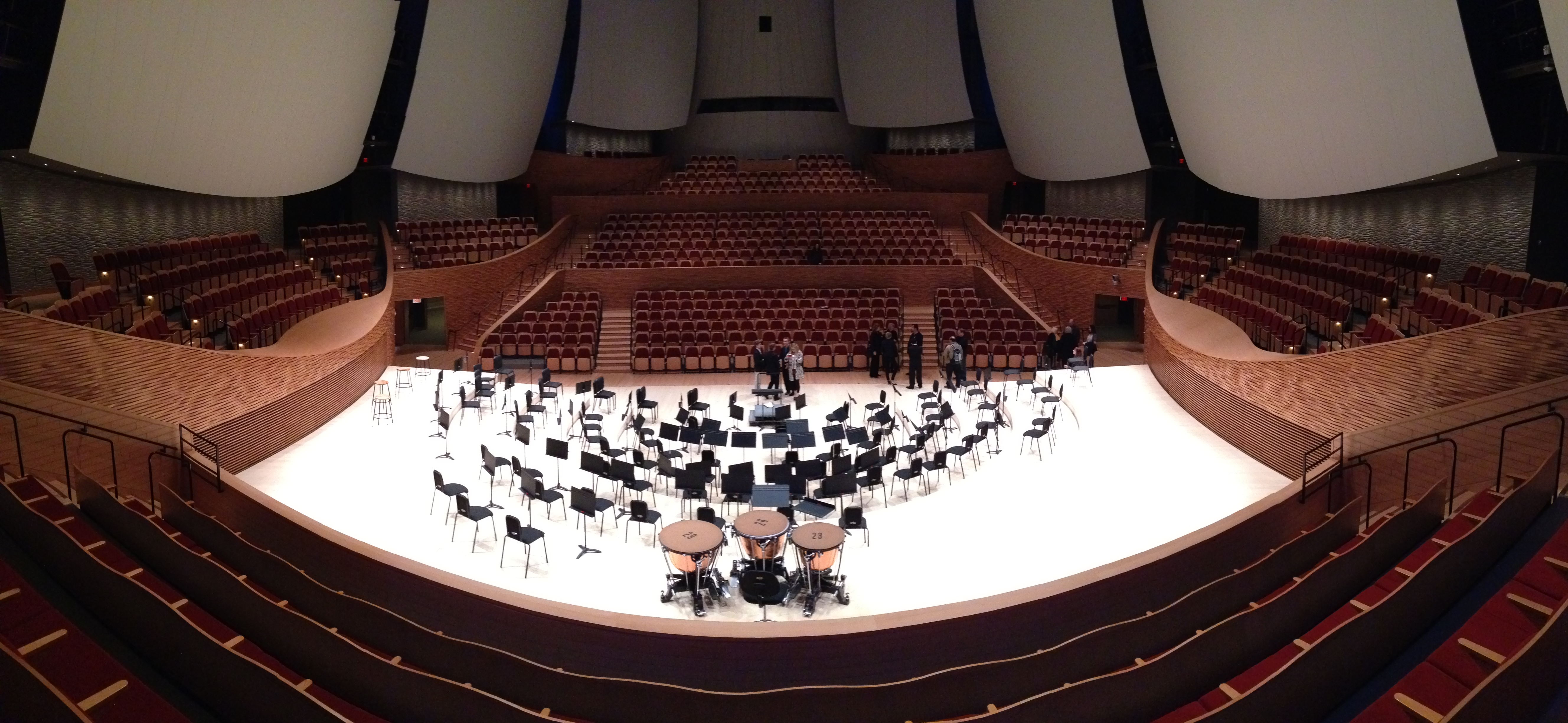
Концертный зал «Бинг» в Стэнфорде
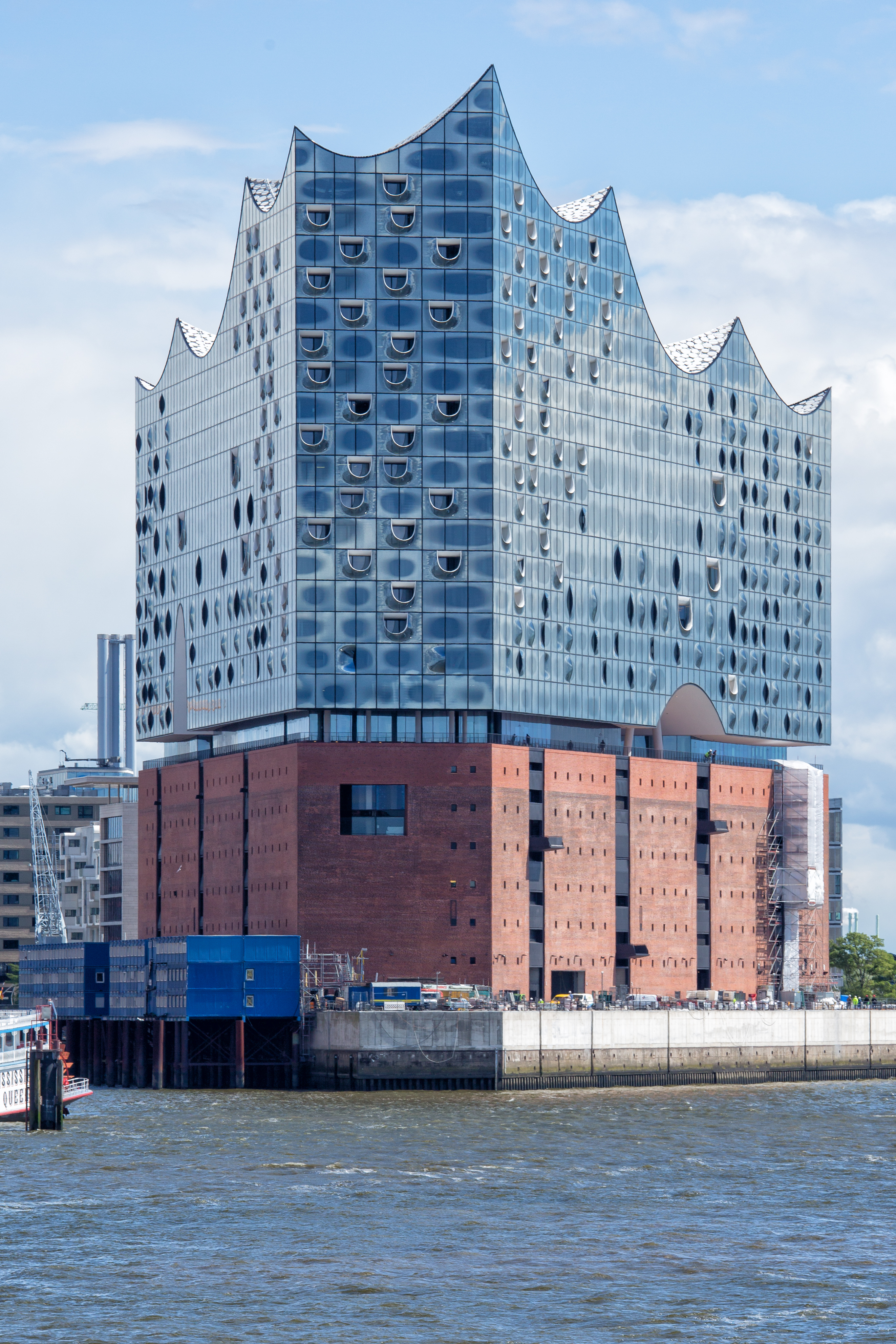
Эльбская филармония
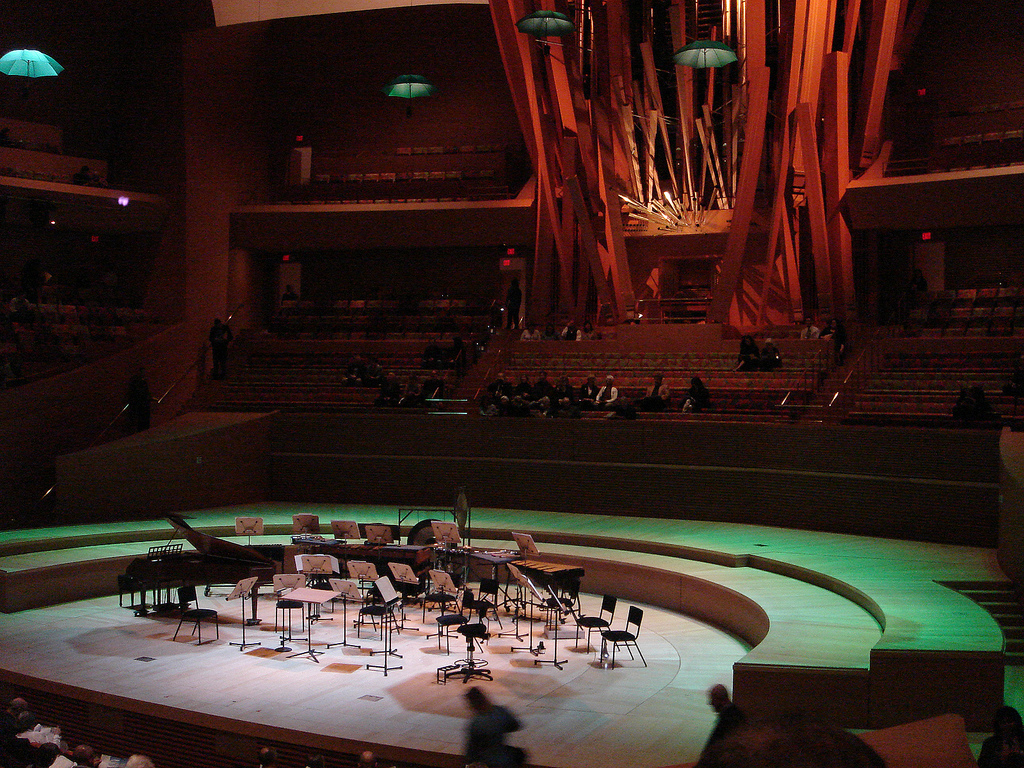
Концертный зал имени Уолта Диснея в а Лос-Анджелесе
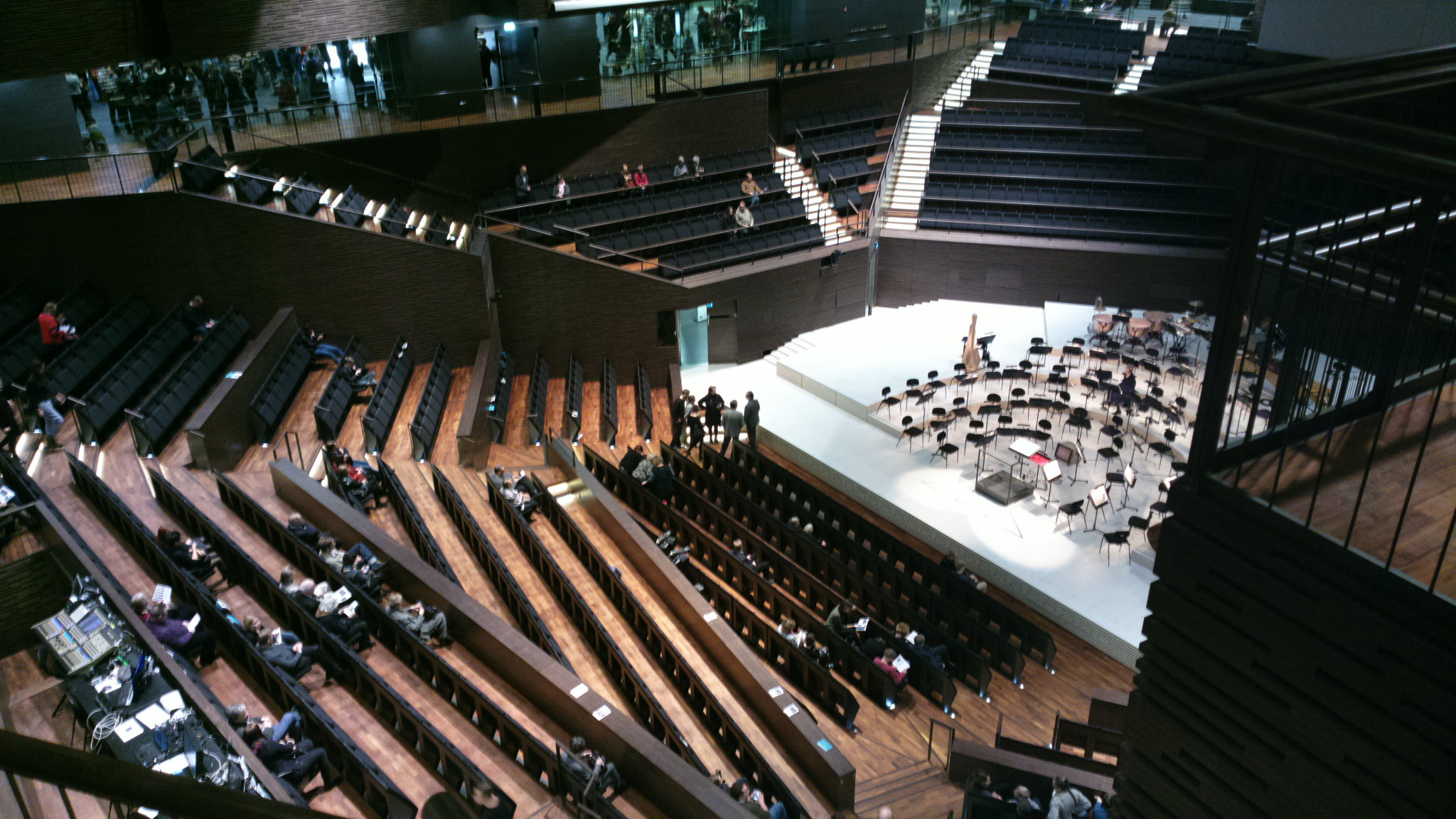
Хельсинкский Дом музыки
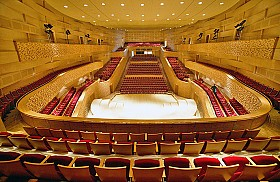
Концертный зал Мариинского театра

## Комментарии
1. ↑  Также встречается написание фамилии как Тойота.